# Annelise Coste
Anne-Lise Coste (* 1973 in Marseille) ist bildende Künstlerin.
Anne-Lise Coste studierte von 1995 bis 1997 an der École des Beaux-Arts in Marseille. Anschließend wechselte sie zur Hochschule für Gestaltung und Kunst in Zürich und schloss dort 1999 ihr Studium ab.
In letzter Zeit bedient sich die Künstlerin bevorzugt der Technik des Sprayens. Arbeiten aus 2011 zeigen monochrome, schwarze Farben auf Sperrholz in einem ganz in blau gestrichenen Ausstellungsraum.

## Rezeption
Galerien und Museen in der Schweiz, Deutschland, Frankreich, den Niederlanden, Litauen und Schweden stellen seit 1999 ihre Arbeiten aus.
In der Schweizer Kulturzeitschrift du schrieb der Leiter der Kunsthalle St. Gallen, Gianni Jetzer: Die künstlerischen Arbeiten von Anne-Lise Coste enthalten Kommentare zum Lauf der Welt. … Öffentliche Politik und privates Tagebuch werden zu ein und derselben Bildformel. Ordnung und spontane Gesten wechseln sich ab und vermengen sich zum ornamentalen „all-over“. Die 1973 geborene, in Zürich lebende Französin steht für Kompromisslosigkeit und Eigenständigkeit.

## Preise und Auszeichnungen
2006 erhielt sie den Lingener Kunstpreis.

## Öffentliche Sammlungen
- Migros Museum für Gegenwartskunst
- Musée régional d’Art contemporain Occitanie[2]

## Ausstellungen
- 2009: Contre la saturation du visible, Galerie Reinhard Hauff, Stuttgart
- 2011: d5919bcc3aeeb621c64daf06b703c106, Galerie Reinhard Hauff, Stuttgart
- 2015: Dear Life, Lullin + Ferrari, Zürich